# Jesús María Lacruz
Jesús María Lacruz Gómez, född 25 april 1978 i Pamplona i Spanien, är en spansk före detta fotbollsspelare.

## Karriär
Lacruz proffskarriär påbörjades 1994 i Osasuna som då spelade i Segunda División. 1997 gick han till Athletic Bilbao där han gjorde sin debut i högsta ligan av La Liga. I hans debutmatch 13 september samma år vann man hemma mot Atlético Madrid med 1–0.
2000 var han med i U-23-landslaget som kom på andra plats i olympiska spelen efter att ha förlorat i finalen mot Kamerun efter straffläggning.
Efter nio säsonger hos Bilbao flyttade han till Espanyol 2006 för övergångssumman 300 000 euro. Hans debutmatch för Espanyol spelades hemma 27 augusti samma år mot Gimnastic där man förlorade med 0–1.
Han gjorde sitt första mål för klubben i UEFA-cupen 2006/2007 mot italienska Livorno. I samma cup gjorde han sitt andra mål i matchen mot tyska Werder Bremen som man vann med 2–1. Espanyol tog sig hela vägen till cupfinalen där man dock förlorade mot Sevilla efter en 2–2-match som slutade med straffläggning.